# Żurawka drżączkowata

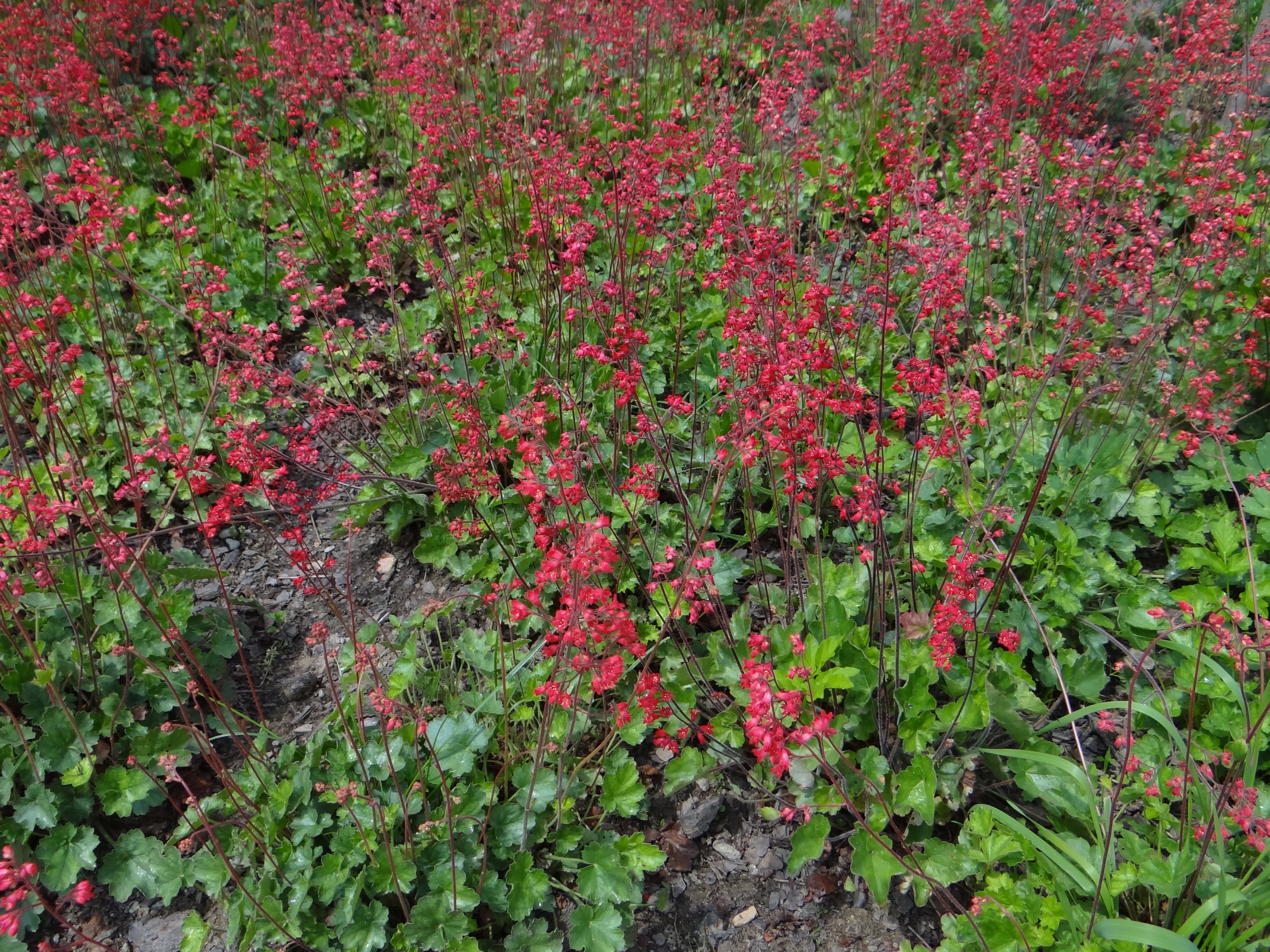

Żurawka drżączkowata (Heuchera × brizoides) – mieszaniec roślin należący do rodziny skalnicowatych (Saxifragaceae). Otrzymany został przez ogrodników w wyniku skrzyżowania Heuchera sanguinea (żurawka krwista) z innymi gatunkami. W Polsce jest uprawiany jako roślina ozdobna.

## Morfologia
PokrójBylina. Niska roślina (wysokość do 20 cm) tworząca gęste kępy liści odziomkowych, z których wyrastają ulistnione tylko w dolnej części łodygi kwiatowe.
LiścieSercowate, klapowane, u niektórych odmian posiadają ciemniejszy wzór.
KwiatyZebrane w wiechowaty kwiatostan na bezlistnej górnej części łodygi. Są to kwiaty promieniste, 5-krotne, intensywnie różowe. Kwitnie od czerwca do sierpnia. Kwiaty wyrastające na dość długich szypułkach drżą na wietrze i stąd pochodzi gatunkowa nazwa rośliny.

## Zastosowanie
Roślina ozdobna uprawiana na rabatach. Nadaje się także do ogrodów skalnych i na obwódki. Jej walorami jest intensywny kolor kwiatów, bardzo obfite kwitnienie i długi okres kwitnienia. Dzięki ładnym liściom jest ozdobna również po przekwitnięciu.

## Uprawa
WymaganiaDo obfitego kwitnienia potrzebuje żyznej, próchnicznej i przepuszczalnej gleby o obojętnym odczynie. Stanowisko powinno być słoneczne lub półcieniste, jednak nie lubi bezpośredniego prażącego słońca, najlepiej czuje się w sąsiedztwie lekko zacieniających ją krzewów. Bardzo źle toleruje suszę – przesuszenie gleby jest najczęstszą przyczyną słabego kwitnienia.
UprawaUprawiana jest z sadzonek, które sadzi się w odstępach 30–40 cm. Rozmnaża się ją przez podział bryły korzeniowej.